# Tiziano Rizzo

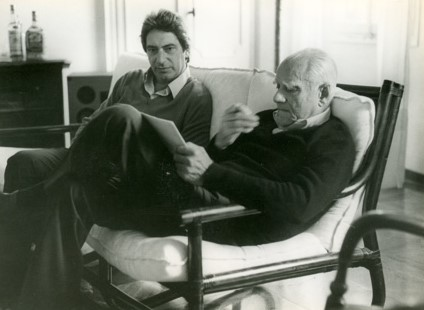
Tiziano Rizzo und Alberto Moravia (r), 1995

Tiziano Rizzo (* 28. November 1935 in  San Donà di Piave; † 18. Februar 1997 in Venedig) war ein italienischer Schriftsteller, Dichter und Übersetzer aus dem Lateinischen.

## Biographie
Rizzo wurde in der Provinz Venedig in einer bürgerlichen Familie als letztgeborener von sechs Kindern geboren.
Sein Vater Attilio Rizzo war Anführer des venezianischen Widerstands während des Zweiten Weltkriegs.
Er wurde im Konzentrationslager Mauthausen-Gusen inhaftiert und starb dort am 5. Januar 1945, als Tiziano erst 9 Jahre alt war.
Schon in jungen Jahren zeigte Rizzo ein großes Interesse an der italienischen und lateinischen Sprache und Literatur.
Er verfasste mehrere Übersetzungen aus dem Lateinischen, zu den bekanntesten gehören die „Gedichte von Catullus“  (Canzoni). 1966 zog er nach Venedig.
Mehrere Jahre lang war er Beamter in der venezianischen Post, wo er vier Verwaltungshandbücher verfasste.
Nach fast 20 Jahren ging er in den Ruhestand und widmete sich ausschließlich dem Schreiben. Rizzo starb 1997 an Lungenkrebs.

## Literarisches Werk
Rizzo schrieb mehrere Bücher und verfasste Artikel für La Nuova Venezia, den Gazzettino di Venezia und für Radio Rai.
In den 1970er Jahren gründete er den Verlag Edizioni del Ruzante, ein kurzlebiges Projekt, in dem er 1976 das Buch Filò herausbrachte, eine Sammlung von Gedichten in venezianischem Dialekt des Dichters Andrea Zanzotto mit einem Brief und fünf Zeichnungen von Federico Fellini.
Ein Film über Venedig, den er Ende der 1980er/Anfang der 1990er Jahre zusammen mit Federico Fellini vorbereitete, wurde durch dessen Tod im Jahr 1993 nicht realisiert.

## Werke (Auswahl)
- L’estate si consuma. Rebellato, Padua 1958.
- Filò, Per il Casanova di Fellini. Milano: Mondadori 1988. ISBN 88-04-30947-4
- Mit Hans Siwik: Die Brücken von Venedig. Braus, Heidelberg 1989, ISBN 3-925835-56-3.
- Per modo di dire. Edizione fuori commercio, 1992.
- La biondina in gondoleta. Marina Querini Benzon, una nobildonna a Venezia fra Settecento e Ottocento. Neri Pozza, Vicenza 1994, ISBN 88-7305-471-4.
- Sì dolci doglie. Origine, Senningerberg 1995.
- La bella idea per cui si muore. Origine, Senningerberg 1999.
- I capitelli del Palazzo Ducale di Venezia. Libreria Filippi, Venedig 1995.